# Quinton (Oklahoma)
Quinton és un poble dels Estats Units a l'estat d'Oklahoma. Segons el cens del 2000 tenia 1.071 habitants.

## Demografia
Segons el cens del 2000, Quinton tenia 1.071 habitants, 446 habitatges, i 293 famílies. La densitat de població era de 369,2 habitants per km².
Dels 446 habitatges en un 28,3% hi vivien nens de menys de 18 anys, en un 46,2% hi vivien parelles casades, en un 16,4% dones solteres, i en un 34,1% no eren unitats familiars. En el 31,8% dels habitatges hi vivien persones soles el 18,4% de les quals corresponia a persones de 65 anys o més que vivien soles. El nombre mitjà de persones vivint en cada habitatge era de 2,33 i el nombre mitjà de persones que vivien en cada família era de 2,94.
Per edats la població es repartia de la següent manera: un 24,9% tenia menys de 18 anys, un 7,6% entre 18 i 24, un 25,1% entre 25 i 44, un 19,2% de 45 a 60 i un 23,2% 65 anys o més.
L'edat mediana era de 40 anys. Per cada 100 dones de 18 o més anys hi havia 85,7 homes.
La renda mediana per habitatge era de 19.531 $ i la renda mediana per família de 26.912 $. Els homes tenien una renda mediana de 28.056 $ mentre que les dones 16.797 $. La renda per capita de la població era de 15.143 $. Entorn del 18,3% de les famílies i el 22,8% de la població estaven per davall del llindar de pobresa.

## Poblacions més properes
El següent diagrama mostra les poblacions més properes.